# Jakob Regnart
Jakob Regnart (* zwischen 1540 und 1545 in Douai; † 16. Oktober 1599 in Prag) war ein franko-flämischer Komponist, Sänger und Kapellmeister der späten Renaissance.

## Leben und Wirken

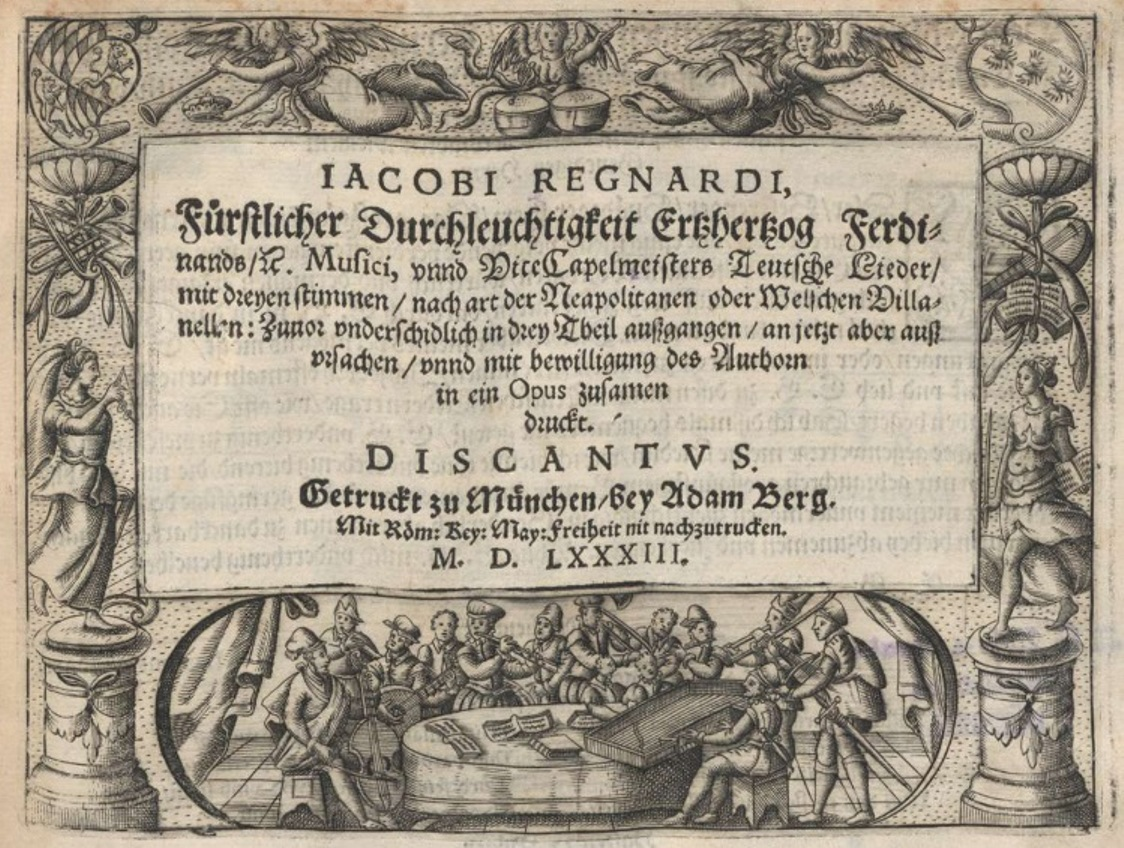
Teutsche Lieder mit dreyen Stimmen, München 1583, Titelseite

Jakob Regnart wurde etwa 1540 oder kurz danach im damals flandrischen Douai als Sohn einer Musikerfamilie geboren. Es wird angenommen, dass er in seiner Heimatstadt seinen ersten musikalischen Unterricht bekam. Entsprechend der damaligen Praxis, Chorknaben aus den Niederlanden für europäische Hofkapellen zu rekrutieren, kam Regnart noch in sehr jungen Jahren an den Hof der Habsburger nach Prag. Nach eigener Bekundung war er auf jeden Fall im Jahr 1557 unter Leitung von Jacobus Vaet Mitglied der Sängerkapelle am Habsburgischen Hof des Erzherzogs und späteren Kaisers Maximilian II.; in diesem Dienst der Habsburger stand er dann für sein ganzes Leben. Direkt belegt ist seine Zugehörigkeit zur Hofkapelle durch die Gehaltslisten von 1560, wo er als Tenor mit sieben Gulden Gehalt geführt wurde, mit einer Erhöhung auf zwölf Gulden im Jahr 1564. In diesem Jahr ist auch die erste Komposition von ihm in einem Sammeldruck erschienen. Nach der Kaiserkrönung Maximilians im selben Jahr wurde der Hof nach Wien verlegt und mit ihm das ganze Personal, so auch Regnart. Er befand sich auch unter den Musikern, die der Kaiser im Jahr 1566 zum Reichstag nach Augsburg mit sich führte. Nachdem Jacobus Vaet 1567 verstorben war, schrieb Regnart eine Trauermotette mit der Überschrift „In obitum Jacobi Vaet“ und dem Textanfang „Defunctum charites Vaetem“, woraus sich seine Schülerschaft überzeugend ergibt.
Eine etwa zweijährige Studienreise führte ihn im folgenden Jahr 1568 nach Italien, auf der er sich die meiste Zeit in Venedig aufhielt und auch eine perfekte Kenntnis der italienischen Sprache erworben hat. Bei seiner Rückkehr wohl im Oktober 1570 wurde er wegen der erworbenen Qualifikationen am 1. November 1570 zum Präzeptor (Musiklehrer) der Kapellknaben der Hofkapelle ernannt. Schon ein Jahr später wurde ihm ein Wappen verliehen, und er bekam 1573 eine weitere Gehaltserhöhung. Mit dem Druck seiner Veröffentlichung Primo libro delle canzone italiane begann eine intensive Publikationstätigkeit des Komponisten. Nach dem Tod von Kaiser Maximilian 1576 wurde unter seinem Sohn und Nachfolger Rudolf II. die Hofhaltung nach Prag zurückverlegt; Regnart wurde als Nachfolger von Alard du Gaucquier (1534–1582) Anfang 1582 zum Vize-Kapellmeister befördert und bekam eine weitere Gehaltserhöhung. Sein Landsmann Orlando di Lasso hatte ihn schon 1580 mit beredten Worten als Nachfolger von Antonio Scandello für das Amt des Hofkapellmeisters am kursächsischen Hof in Dresden vorgeschlagen; diese Möglichkeit ließ Regnart aber unberücksichtigt. Dennoch blieb er nur kurze Zeit in Prag und wechselte im Frühjahr 1582 als Nachfolger von Alexander Utendal als Vizekapellmeister nach Innsbruck an den Hof von Erzherzog Ferdinand II., der als besonders eifriger Verfechter der Gegenreformation galt. Regnart begann seinen Dienst am 9. April 1582 und erreichte die Position des Kapellmeisters am 1. Januar 1585. Im folgenden Jahr heiratete er Anna Visher, eine Nichte von Orlando di Lasso.
Die Stelle in Innsbruck war für Regnart besonders attraktiv wegen der weitgehenden organisatorischen Freiheit und der relativen Nähe zu Italien, auch im Hinblick auf den im Gang befindlichen Stilwandel von der franko-flämischen Musik zum italienischen Stil. Durch das Engagement vieler italienischer und niederländischer Sänger war die Hofkapelle bis 1594 auf 32 Sänger und 15 Instrumentalisten angewachsen. Die beabsichtigte Erhebung des Komponisten in den Adelsstand kam zunächst infolge des Todes seines Dienstherrn 1595 nicht zustande, wurde aber 1596 durch Erzherzog Matthias nachgeholt. Zwischenzeitlich war Regnart ein wohlhabender Mann geworden, der sich 1589 in Innsbruck ein Haus kaufen konnte. Zwar wurde nach dem Tod Ferdinands die Hofkapelle aufgelöst, der Komponist blieb jedoch bis 27. April 1596 in der Stadt, wohl um seine Angelegenheiten zu ordnen. Er kehrte im November 1596 nach Prag zurück und bekam dort, unter der Leitung von Philippe de Monte, die Stellung des Vizekapellmeisters, was ab 1. Januar 1598 mit einem Jahresgehalt von 20 Gulden verbunden war. Mitte Oktober des darauf folgenden Jahres ist Jakob Regnart in Prag verstorben.

## Bedeutung

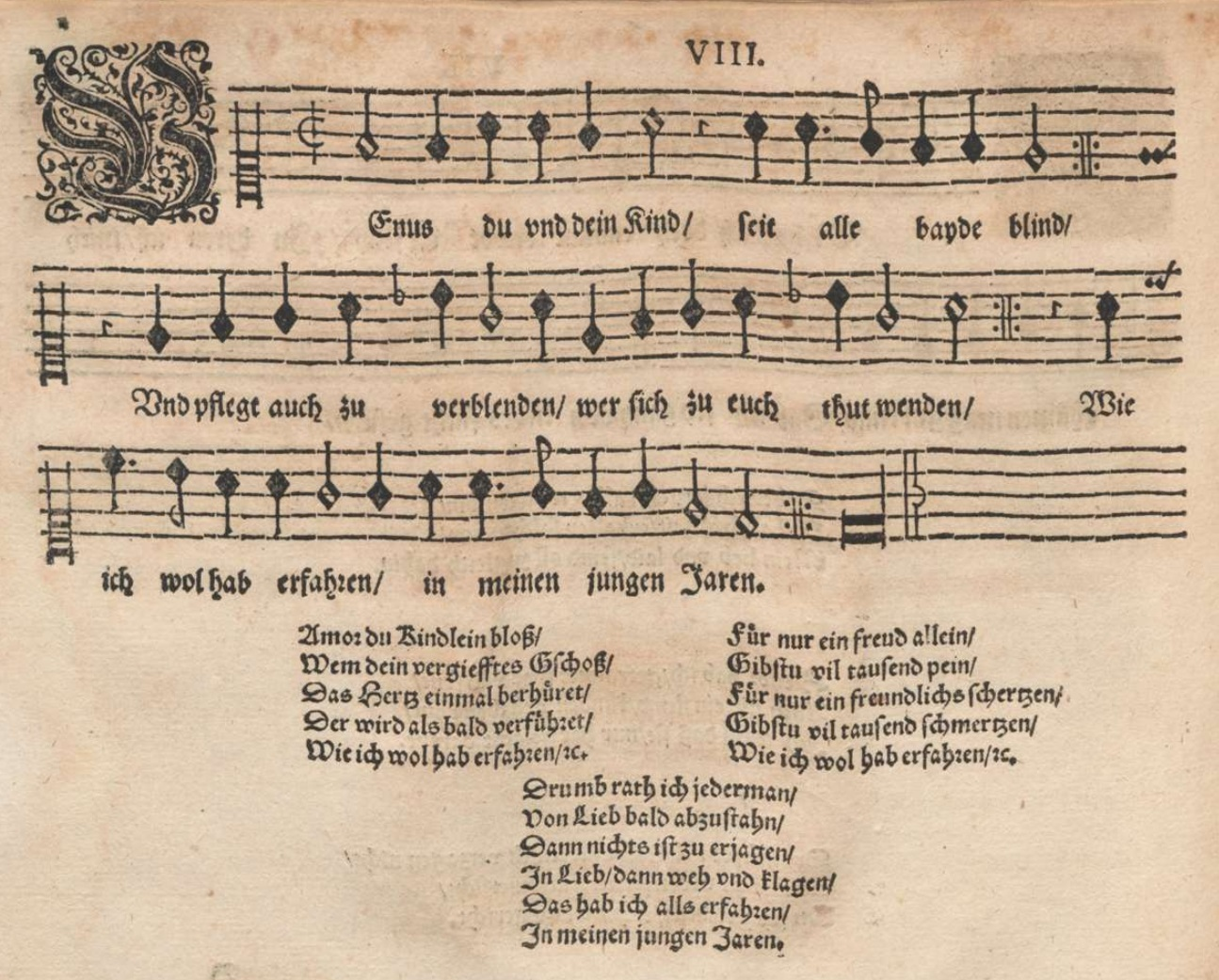
Jakob Regnart: Melodie der Villanelle „Venus, du und dein Kind“

Jakob Regnarts Werke zeichnen sich durch einen hohen qualitativen Standard aus, wenn er auch nicht den Rang von Orlando di Lasso oder Philippe de Monte erreichte. Er gilt als einer der wichtigsten Vertreter des mehrstimmigen deutschen Lieds im letzten Drittel des 16. Jahrhunderts; mit dieser Gattung wirkte er bis weit ins 17. Jahrhundert. Am Ende der Ära des Tenorlieds erreichten diese 67 Villanellen im italienischen Stil eine besondere Popularität, die ihn zu dem Komponisten mit den am meisten publizierten weltlichen Werken des 16. Jahrhunderts machten. Dies gründet sich auf ihre einfach gehaltene homophone Schreibweise und ihren Ton der italienischen Poesie. Regnart war hier der erste deutsche Komponist, der die literarischen Tendenzen von Francesco Petrarca in sein Werk integrierte. In der Form folgen alle Villanellen dem Schema AABBCC. Die Villanelle „Venus, du und dein Kind“ diente als Vorlage für das Magnificat von Francesco Rovigo (1541–1597) und erscheint im protestantischen Liedgut als Kontrafaktur in dem Lied „Auf meinen lieben Gott“, erstmals in dem Cantional (1627) von Johann Hermann Schein (heute Nr. 345 im Evangelischen Gesangbuch).
Einen größeren Umfang als die beschriebene Gattung haben die geistlichen Werke Regnarts. Unter seinen 37 Messen und 195 Motetten verdient seine neunstimmige Komposition „Justorum animae in manu Dei sunt“ besondere Beachtung. Sie dient als Musik zu dem Schauspiel „Schöne Comoedi Speculum Vitae Humanae“ (Autor: Erzherzog Ferdinand II. von Tirol, 1584) und kann als anschauliches Beispiel für Schauspielmusiken des 16. Jahrhunderts dienen, die sonst kaum überliefert sind. Von Regnart stammt auch eine der wenigen Passionen von katholischen Komponisten dieser Zeit; hier sind Bibelworte der vier Evangelisten unter Verwendung der Sieben Worte Jesu am Kreuz zusammengestellt. Individueller Ausdruck wie Ausdruck seiner Zeit ist das Mariale von 1588, das im Zusammenhang mit der religiösen Tiroler Hofkultur entstanden ist; unter den hier erhaltenen 23 meist mehrteiligen Werken ist die größte Gruppe die der Motetten für die wichtigsten Marien-Festtage des Kirchenjahrs. Vermutlich hat der Komponist die von Petrus Canisius 1577 in Ingolstadt erschienene Schrift „De Maria Virgine incomparabili“ besonders berücksichtigt, welche für die zunehmende Marienfrömmigkeit am Ende des 16. Jahrhunderts von großem Einfluss war.

## Werke (summarisch)
- Messen
  - „Missae sacrae“ zu sechs bis acht Stimmen, Frankfurt am Main 1602
  - „Continuatio missarum sacrarum“ zu vier bis zehn Stimmen, Frankfurt am Main 1603
  - „Sacrarum cantionum“, Liber 1 zu zehn bis zwölf Stimmen, Frankfurt am Main 1605
- Motetten
  - Motette zu fünf Stimmen in Thesauri musici tomus quartus, Nürnberg 1564
  - 4 Motetten zu drei Stimmen in Tricinia sacra ex diversis […] autoribus collecta, Nürnberg 1567
  - 12 Motetten in Novi thesauri musici liber primus zu vier bis acht Stimmen, Venedig 1568
  - 1 Motette in Novi thesauri musici liber primus zu vier bis acht Stimmen, Teil 2, Venedig 1568
  - 4 Motetten in Novi thesauri musici liber primus zu vier bis acht Stimmen, Teil 3, Venedig 1568
  - 4 Motetten in Novi thesauri musici liber primus zu vier bis acht Stimmen, Teil 4, Venedig 1568
  - 5 Motetten in Novi thesauri musici liber primus zu vier bis acht Stimmen, Teil 5, Venedig 1568
  - 1 Motette zu drei Stimmen in Selectissimarum sacrarum cantionum, Liber 2, Löwen 1569
  - 3 Motetten zu drei Stimmen in Selectissimarum sacrarum cantionum, Liber 3, Löwen 1569
  - „Sacrae aliquot cantiones“ zu fünf bis sechs Stimmen, München 1575
  - „Aliquot cantiones“ zu vier Stimmen, Nürnberg 1577
  - „Mariale […] Opusculum sacrarum cantionum“ zu sechs bis acht Stimmen, Innsbruck 1588
  - 9 Motetten in Novae cantiones sacrae zu vier bis sechs Stimmen, Douai 1590
  - 1 Motette in „Thesaurus litaniarum“, München 1596
  - 1 Motette zu fünf Stimmen in Rosetum Marianum, Dillingen 1604
  - 2 Motetten zu drei Stimmen in Triodia sacra, Dillingen 1605
  - 1 Motette in Hortus musicalis zu fünf bis sechs Stimmen, München 1609
  - 1 Motette in Promptuarii musici für zwei bis vier Stimmen und Basso continuo, Straßburg 1627
  - 1 Motette in Moduli symphoniaci, Innsbruck 1629
  - Weitere Motetten in Cantionale sacrum, Gotha 1646
- Weitere geistliche Werke in 17 Handschriften
- Italienische Kanzonen und deutsche Lieder
  - „Il primo libro delle canzone italiane“ zu fünf Stimmen, Wien 1574 und Nachdrucke, deutsch als „Threni amorum. Der erste Theil Lustiger weltlicher lieder […] Nun aber mit andern lieblichen Teutschen […] Texten“ zu fünf Stimmen, Wien 1595
  - „Kurtzweilige teutsche Lieder“ zu drei Stimmen, Nürnberg 1574 und 1576, Neuauflage als „Der erste Theyl Schöner Kurtzweiliger Teutscher Lieder“ zu drei Stimmen, Nürnberg 1578 und 1580
  - „Der ander Theyl Kurtzweiliger teutscher Lieder“ zu drei Stimmen, Nürnberg 1577 und Nachdrucke
  - „Der dritte Theyl Schöner Kurtzweiliger Teutscher Lieder“ zu drei Stimmen, Nürnberg 1579 und 1580
  - „Neue Kurtzweilige Teutsche Lieder“ zu fünf Stimmen, Nürnberg 1580 und 1586
  - „Il secundo libro delle canzone italiane“ zu fünf Stimmen, Nürnberg 1581, deutsch als „Threni amorum. Der ander Theil […]“ zu fünf Stimmen, Nürnberg 1595
  - „Teutsche Lieder […] mit bewilligung des Authorn in ein Opus zusamen druckt“ zu drei Stimmen, München 1583, weitere Auflagen als „Tricinia“ zu drei Stimmen, Nürnberg 1584
  - „Teutsche Lieder“ zu drei Stimmen, München 1611
  - 1 Werk zu fünf Stimmen in Sdegnosi ardori, München 1585
  - „Kurtzweilige neue Teutsche Lieder“ zu vier Stimmen, München 1591
  - 1 Werk in Flores musicae, Heidelberg 1600
  - 1 Werk in Florum musicae, Heidelberg 1600
  - 2 Lieder zu vier Stimmen in Teutsche Liedlein […] componiert durch Lambertum de Sayve, Wien 1602
  - 1 Werk in Musicalischer Zeitvertreiber zu vier bis acht Stimmen, Nürnberg 1609
  - 2 Werke in Odae suavissimae zu fünf bis sechs Stimmen, ohne Ortsangabe und Jahreszahl [1610]
  - Weitere weltliche Werke in 8 Handschriften
- Instrumentalmusik
  - 1 Werk in Orgel oder Instrument Tabulaturbuch, Nürnberg 1583
  - 1 Werk in Tabulaturbuch auff Orgeln und Instrument, Teil 1, Leipzig 1583
  - Weitere Werke in Pratum musicum, Antwerpen 1584
  - 20 Werke in Tabulatura nova, Frankfurt an der Oder 1584
  - Weitere Werke in: M. Waissel, Lautenbuch […] Sampt […] Tentzen, Passamezzen, Galliarden, Frankfurt an der Oder 1592
  - Weitere Werke in: P. Luetkemann, Neuer Lateinischer und deutscher Gesenge, Teil 1, Alten-Stettin 1597